# Moussonia triflora
Moussonia triflora är en tvåhjärtbladig växtart som först beskrevs av Martens och Henri Guillaume Galeotti, och fick sitt nu gällande namn av Johannes von Hanstein. Moussonia triflora ingår i släktet Moussonia och familjen Gesneriaceae. Inga underarter finns listade i Catalogue of Life.